# 短尾瘦獅子魚
短尾瘦獅子魚，為輻鰭魚綱鮋形目杜父魚亞目獅子魚科的其中一種，分布於南非外海海域，棲息深度1207-1280公尺，體長可達4.5公分，為深海底棲性魚類，屬肉食性，生活習性不明。

## 擴展閱讀
維基物種上的相關：短尾瘦獅子魚